# 896 Sphinx
896 Sphinx è un asteroide della fascia principale del diametro medio di circa 13,07 km. Scoperto nel 1918, presenta un'orbita caratterizzata da un semiasse maggiore pari a 2,2848008 UA e da un'eccentricità di 0,1639821, inclinata di 8,19136° rispetto all'eclittica.
Il suo nome fa riferimento alla sfinge, il mostro con il corpo da leone e la testa umana della mitologia greca.